# WWVH

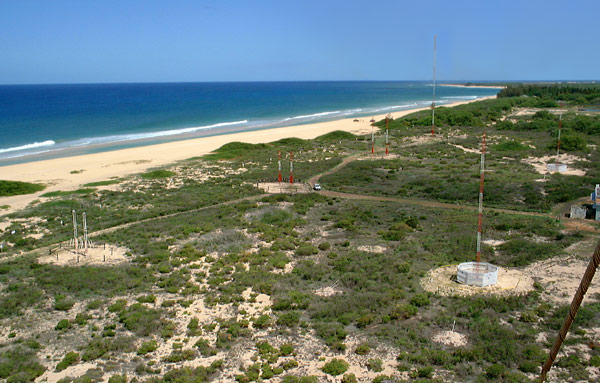
WWVHの送信所

WWVHはアメリカ合衆国ハワイ州カウアイ島にある、アメリカ国立標準技術研究所(NIST)が管轄する短波無線局である。WWVHとは呼出符号であるが当該無線局そのものも指す。アメリカ本土のWWV、WWVBとともに正確な周波数の電波（標準周波数）および協定世界時(UTC)などを、太平洋地域を中心に世界中に供給する。

## 概要
WWVHはメリーランド州ゲイサーズバーグにある米国国立標準技術研究所付属物理測定研究所の時間・周波数部門が、ハワイ州カウアイ島のケカハにある太平洋ミサイル試射場内に送信所を設置している。標準周波数報時局として主に太平洋地域において、短波による標準電波を発出している。
座標: 北緯21度59分16秒 西経159度45分47秒 / 北緯21.98778度 西経159.76306度
WWVHは、アメリカ本土、コロラド州に設置された短波標準周波数報時局であるWWV局の姉妹局として、同所の長波局のWWVBとともに運用されている。米国時間の通報を主な目的とし、共通のタイムコードを用いて通報を行っている。2021年11月15日からアマチュア無線団体の”the Ham Radio Citizen Science Investigation  (HamSCI) ”と共同で、毎時48分にWWVHの電波を使用した電離層に関する研究を行っている。
2.5 MHzを除き、同一周波数(5, 10, 15 MHz)を用いるWWVとの混信を避けるため、西方向への指向性が設定されているが、アメリカ本土西海岸地域では、電離層の状態によってはWWVとの混信が発生する。そのため、搬送波は混信を避けるために設計されているほか、時間差でWWVは男声、WWVHは女声による局名告知を行うことで区別を図っている。日本国内ではWWVとの距離が遠いこと、日本の標準電波局であるJJYが短波局を廃止していること、中国の標準電波であるBPMが受信できることから、BPMとWWVHの混信が聴取できる。
| 無線局 | 運用開始（年） | 現況       | 標準 周波数(電波)の発出 | 標準周波数(音声信号)の発出 | 可聴周波数信号の発信 | 秒信号の送信 | 標準時の送信 | UT2との誤差情報 | GPS伝搬障害情報 | NOAA宇宙天気予報のジオアラート |
| ------ | -------------- | ---------- | ----------------------- | -------------------------- | -------------------- | ------------ | ------------ | --------------- | --------------- | ------------------------------ |
| WWV    | 1923           | 運用中     | ✔                       | ✔                          | ✔                    | ✔            | ✔            | ✔               | ✔               | ✔                              |
| WWVH   | 1948           | 運用中     | ✔                       | ✔                          | ✔                    | ✔            | ✔            | ✔               |                 | ✔                              |
| WWVB   | 1963           | 運用中     | ✔                       |                            |                      | ✔            | ✔            | ✔               |                 |                                |
| WWVL   | 1963           | 1972年廃止 | ✔                       |                            |                      |              |              |                 |                 |                                |

## 送信所
| WWVHのアンテナ位置 | WWVHのアンテナ位置                                                        |
| ------------------ | ------------------------------------------------------------------------- |
| 2.5 MHz            | 北緯21度59分20.9秒 西経159度45分52.4秒 / 北緯21.989139度 西経159.764556度 |
| 5 MHz              | 北緯21度59分10.8秒 西経159度45分44.8秒 / 北緯21.986333度 西経159.762444度 |
| 10 MHz             | 北緯21度59分18.2秒 西経159度45分51.3秒 / 北緯21.988389度 西経159.764250度 |
| 15 MHz             | 北緯21度59分15.3秒 西経159度45分50.0秒 / 北緯21.987583度 西経159.763889度 |

WWVHは各周波数1台の送信機をもって送信されている。2.5 MHz帯では実効輻射電力（出力）5 kW、5, 10, 15 MHz帯では実効輻射電力（出力）10 kWで送信されている。
2.5 MHzのアンテナは高さ1/2波長の無指向性アンテナである。
5 kW、5, 10, 15 MHzでは高さ1/2波長、水平方向に1/4波長離れた2つのエレメントで構成された指向性アンテナであり、直交位相により西方向への指向性を設定している。

## 沿革
- 1948年（昭和23年） - 当時のハワイ領、マウイ島のキヘイにてWWVH（5、10、15 MHz）が開局する[6]。
- 1964年（昭和39年） - 時間告知の音声アナウンスが放送に加えられる[6]。
- 1971年（昭和46年） - 海岸線の浸食被害を避けるため、現在地（カウアイ島のケカハにある太平洋ミサイル試射場）に移転[6]。

## 送信フォーマット
WWVHのタイムコードについてはWWVとほぼ同一のため、当該記事を参照。

### 時間告知
WWVHの音声時刻アナウンスは1分に1度、毎分45秒から52.5秒の間、女声にて送信される。冒頭の音源に掲載されている、4:59UTCの場合、アナウンスは次のように読まれる。
"At the tone, four hours, fifty nine minutes, coordinated universal time."

### WWVとの差異
WWWHとWWVの混信を避けるために以下の点で差異がみられる
- 1秒の立ち上がりごとに5ミリ秒送信される秒信号は WWVが1000 Hzの正弦波で5パルス分に対してWWVHは1200 Hzの正弦波で6パルス分となっている（ただしWWVと同様、29分と59分から1分間の秒信号は省略され、各分の先頭の分信号は1500 Hzで送信される）。
- 時間告知は毎分45秒から52.5秒の間はWWVHの女声、52.5秒から60秒の間が男声で送信される（いずれも7.5秒間）。
- 0秒から45秒の間に送信される可聴周波数のトーン信号は、偶数分には600 Hz、奇数分には500 Hzにて送信される（WWVはその逆。混信するとチャイムが鳴り続けるような音が聞こえる）。
- 1時間に1分間送信される440 Hzの時信号はWWVが毎時2分に対しWWVHは毎時1分に送信される（WWV同様に毎日最初の1時間は時信号が省略される）。
- WWVが音声アナウンスを送信している毎時00分、08-10分、14-19分、30分にWWVHのトーン信号が抑制される（WWVHが音声アナウンスを送信している毎時29分、43-59分、59分にWWVのトーン信号が抑制される）。
  - WWVの局名告知は、毎時29分と59分に送信される（WWVは毎時00分と30分）。
  - アメリカ沿岸警備隊ナビゲーションセンターからGPS衛星の伝搬状況告知が毎時43分と44分に送信される（WWVは毎時14分と15分）。
  - 太陽活動や短波電波の伝搬状況に関するアメリカ海洋大気庁宇宙天気予報のジオアラートは、毎時45分に送信される（WWVは毎時18分）。
  - アメリカ国防総省からのメッセージが毎時10分に送信される[7]（WWVは毎時50分）。
  - 通常は放送スケジュールで「NIST Reserved」と表示されている領域を使い、うるう秒のアナウンスなど、WWVとWWVHの運用の手動変更に関するアナウンスが毎時03分と49分に放送されるWWVでは毎時04分と16分）。なお、49分（WWVでは16分）では1997年のオメガ航法廃止以前では、オメガ局の状況が伝えられていた。
  - また、太平洋に対する国立気象局の暴風雨警報は、毎時48～51分に放送され、必要に応じて52分まで延長していた（WWVは大西洋と北東太平洋を対象とし、毎時08～10分、必要に応じて11分）。なお、2019年（令和2年）2月7日にすべての暴風雨警報の配信を終了し、トーン信号に戻った51分(WWVは11分)を除き「NIST Reserved」となった。
  - 2021年11月15日からアマチュア無線団体の”the Ham Radio Citizen Science Investigation  (HamSCI) ”と共同で、毎時48分にWWVHの電波を使用した電離層に関する研究を行っている[3]（WWVは毎時8分）。

## 局名告知
WWVHの局名告知は、毎時29分と59分に37秒かけて送信され、そのあと、時間の告知が実行される。
| 「 | National Institute of Standards and Technology Time. This is radio station WWVH, Kauai, Hawaii, broadcasting on internationally allocated standard carrier frequencies of 2.5, 5, 10 and 15 megahertz, providing time of day, standard time interval, and other related information. Inquiries regarding these transmissions may be directed to the National Institute of Standards and Technology, Radio Station WWVH, Post Office Box 417, Kekaha, Hawaii 96752. Aloha. （和訳：アメリカ国立標準技術研究所の供給時です。こちらはWWVHです。ハワイ州カウアイ島から国際的に割り当てられた2.5、5、10、15メガヘルツの標準周波数で放送し、時刻、標準時間隔、およびその他の関連情報を提供しています。送信に関するお問い合わせは、郵便番号96752、ハワイ州ケカハ、私書箱417、国立標準技術研究所、WWVH送信所までお願いします。アロハ。） | 」 |

同所に受信報告書が送られた際は、希望に応じてQSLカードを返送する。

## テレホンサービス
WWVHではテレホンサービスを行っている。電話番号は+1 (808) 335-4363.